# Медведково (Татарстан)
Медведково — деревня в Верхнеуслонском районе Татарстана. Входит в состав Введенско-Слободского сельского поселения.

## География
Находится в западной части Татарстана на расстоянии приблизительно 15 км на запад по прямой от районного центра села Верхний Услон недалеко от устья Свияги.

## История
Основана в XVII веке на землях Свияжского Успенского монастыря.

## Население
Постоянных жителей было в 1782 году — 81 душа мужского пола, в 1859 — 202, в 1908 — 284, в 1926 — 371, в 1938 — 270, в 1949 — 145, в 1958 — 171, в 1970 — 96, в 1979 — 48, в 1989 — 8. Постоянное население составляло 1 человек (татары 100 %) в 2002 году, 18 в 2010.